# Chirosia iobaeksana
Chirosia iobaeksana är en tvåvingeart som beskrevs av Kae Kyoung Kwon och Suh 1982. Chirosia iobaeksana ingår i släktet Chirosia och familjen blomsterflugor.
Artens utbredningsområde är Sydkorea. Inga underarter finns listade i Catalogue of Life.